# Kiku no sekku
Kiku no sekku (菊の節句? conosciuta anche come Giorno dei crisantemi) è una delle cinque festività maggiori del Giappone (五節句?, gosekku), celebrata il nono giorno del nono mese. Di derivazione cinese, iniziò a essere celebrata a partire dal XVII secolo, quando la corte imperiale giapponese allestì il primo spettacolo dei crisantemi, simbolo della Casa imperiale giapponese.

## Storia

### Origini
Celebrata il nono giorno del nono mese (9 settembre), la festa dei crisantemi (菊?, kiku) coincideva con l'inizio della stagione fredda e concludeva il periodo attivo e creativo dell'annata: poiché nella corolla di crisantemo è sempre stata ravvisata l'immagine del disco solare circondato dalla sua corona di raggi, la celebrazione aveva lo scopo d'impedire il decadimento della luce solare e il calo dell'energia vitale degli uomini, garantendo il benessere della comunità. La
corolla stilizzata di un crisantemo a sedici petali è l'emblema della Casa imperiale giapponese, che secondo la tradizione deriva la propria legittimità dall'investitura ricevuta dalla dea del sole Amaterasu. Infatti, per Kiku no sekku la corte soleva indire una “festa per la contemplazione dei crisantemi” (kangikukai), invitando ospiti di grande distinzione e rango; la festa inizialmente era dedicata alla celebrazione del Sole, per poi trasformarsi in una festa dedicata ai fiori.

### Importanza del crisantemo
Kikujidō, il paggio favorito dell’Imperatore Muwang della dinastia Zhou (IX secolo a.C.), giovane bello d'aspetto e dai modi gentili, un giorno commise involontariamente un atto di lesa maestà inciampando in un cuscino dell’Imperatore: egli perciò fu esiliato in un luogo remoto e selvaggio chiamato Valle dei Crisantemi, dove visse in solitudine nutrendosi di erbe e radici e bevendo la rugiada dei fiori. Tuttavia Kikujidō non patì né fame né sete e, anziché sfiorire, prosperò in una freschezza senza declino, divenuta gioventù eterna e immortale.

L'emblema del Giappone è un crisantemo

Al crisantemo sono attribuite eccellenti virtù curative e medicinali, hanno la capacità di sopravvivere anche in luoghi aridi, resistendo al gelo senza perdere i petali anche quando appassiscono, e ciò, secondo antiche credenze, ne manifesta la speciale, perdurante vitalità. Per queste ragioni gli infusi di fiori, foglie e steli di crisantemo e la rugiada che nottetempo si raccoglie sulle corolle erano usati dai maghi taoisti della Cina come elisir di lunga vita. Da queste usanze dell'antichità discende la preparazione di kiku sake, vino di riso aromatizzato con petali di crisantemo, al quale si viene attribuita l'efficacia nel prevenire le malattie e prolungare la vita.
I primi crisantemi furono importati in Giappone dalla Cina nel 386 durante il regno dell'Imperatore Nintoku, e da quel momento si diffusero rapidamente ovunque. Nonostante sul suolo giapponese esistesse già una specie autoctona chiamata nogiku è molto probabile che l'importazione di una specie selezionata abbia dato inizio alla prima forma della festa.

## Usanze
La festa, che nella forma ancor oggi celebrata venne istituita ufficialmente durante il XVII secolo, consiste nell'allestire ed esporre crisantemi in vaso di innumerevoli varietà, all'aperto, nei parchi delle città e nei villaggi, al riparo di apposite tettoie. Coltivatori appassionati ed esperti riescono a far fiorire parecchie centinaia di corolle da una singola pianta, la cui chioma viene cresciuta e modellata nelle forme più bizzarre su leggeri sostegni sagomati in carta o filo metallico; i più artistici riescono a modellare i fiori a forma di coda di pavone, a cascata, a vela, a ventaglio e in altre
forme ancora.

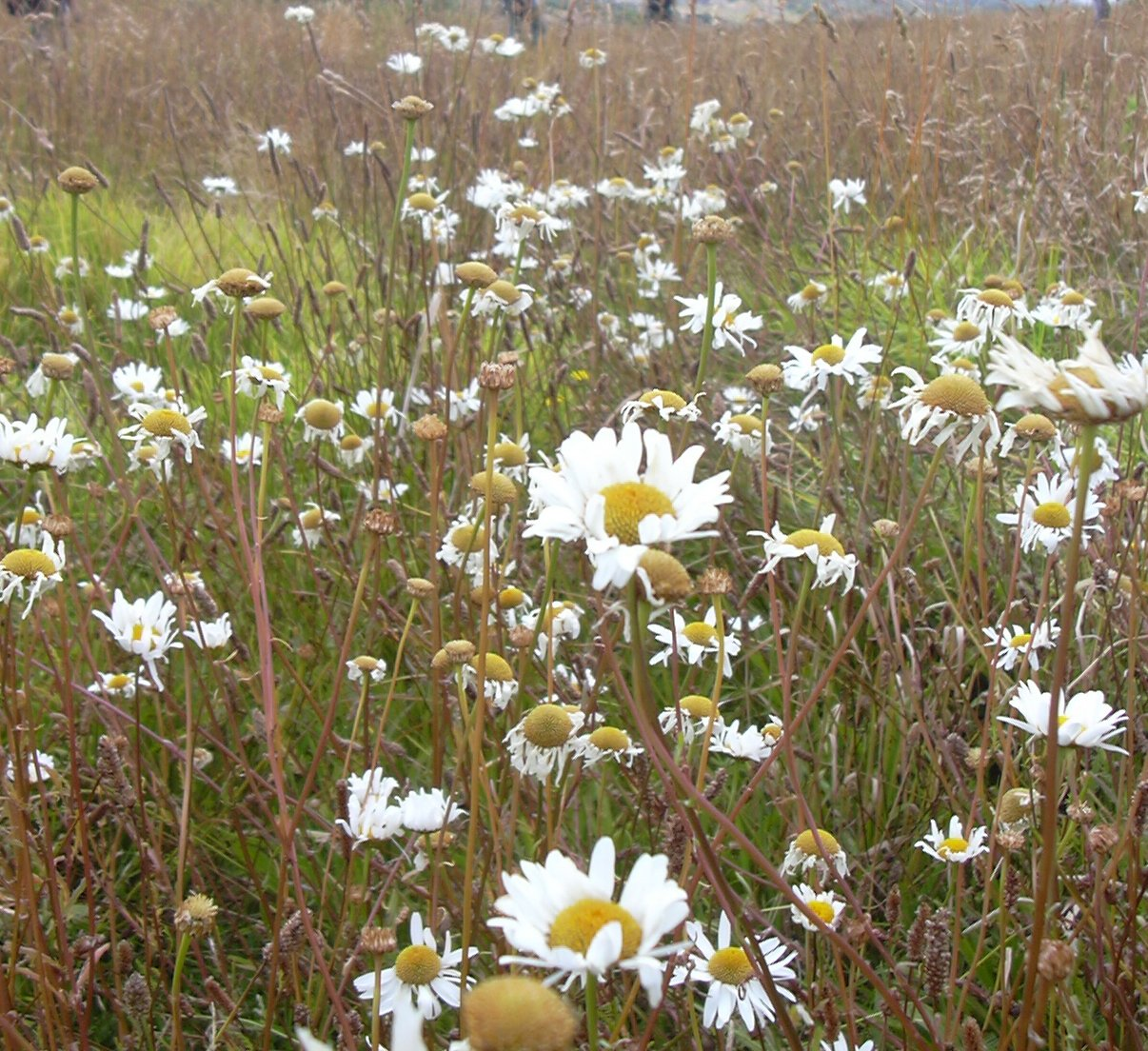
Fioritura di crisantemi

Questa usanza ha radici antiche: nei primi decenni del XVII secolo la coltivazione dei crisantemi divenne un vero e proprio passatempo fra i samurai e nella stessa epoca svariati signori feudali istituirono speciali esposizioni di crisantemi nei parchi delle loro residenze, indicendo feste per un privilegiato e ristretto numero d'invitati, chiamati a gioire della bellezza dei fiori. Queste manifestazioni vennero in seguito imitate anche dai semplici cittadini, i quali restavano fino a notte tarda ad ammirare le esposizioni dei crisantemi nei giardini o nei parchi pubblici.
Durante i festeggiamenti si teneva anche una sfilata delle cortigiane nel quartiere dei piaceri, mentre le case d'appuntamento esponevano vasi di crisantemo davanti all'entrata. La processione di solito terminava in un santuario di Inari dove si pregava per una giovinezza duratura e per una vita lunga e felice.
La crescente passione per i crisantemi culminò nell'ultimo quarto del XVIII secolo nella creazione delle kiku ningyō (“bambole di crisantemi”), figure umane a grandezza naturale che si ottenevano preparando una leggera struttura in canne intrecciate o filo metallico, raffigurante un corpo umano nella posa desiderata e, all'interno di
questa forma, venivano fatte crescere le piante che avrebbero formato le vesti della figura. La testa, le mani e i piedi, modellati in cera e opportunamente colorati, avevano aspetto molto realistico e raffiguravano solitamente famosi personaggi e attori del teatro popolare kabuki tratti dagli spettacoli di maggior successo. Il biglietto d'ingresso per le mostre
di kiku ningyō era piuttosto elevato, dati i costi di produzione molto alti. Questo particolare tipo d'esposizione al giorno d'oggi è scomparso sia a causa dei costi elevati, sia a motivo del diverso orientamento dei passatempi e dei gusti giapponesi.
Un'altra usanza particolare associata a questo festival è quello di porre un batuffolo di cotone sui fiori di crisantemo alla vigilia del giorno del festival. La mattina successiva, il cotone, bagnato dalla rugiada o dalla brina mattutina, viene utilizzato per la pulizia del corpo; questa usanza è nota come “cura da cotone del crisantemo” e coniuga sia la volontà di prendersi cura dei fiori sia l'utilizzo della rugiada come metodo curativo dei disturbi del genere umano.